# Otto Grabowski (Widerstandskämpfer, 1901)
Otto Grabowski (* 18. September 1901; † 10. Juli 1944 in Brandenburg-Görden) war ein deutscher Kommunist und Widerstandskämpfer gegen den Nationalsozialismus.

## Leben
Grabowski war Dreher von Beruf. Er lebte zunächst in Vaulhoeden / Ostpreußen, später im Ruhrgebiet. Jedoch war er zunächst nicht politisch organisiert.
Etwa 1935 verzog er zunächst allein von Gelsenkirchen nach Wildau, lebte dort zuerst zur Untermiete und holte 1937 seine Ehefrau Edith Grabowski sowie die Kinder Ulrich und Ursula nach Wildau nach. Er arbeitete inzwischen als Dreher in der Berliner Maschinenbau AG, vorm. L. Schwartzkopff (BMAG) in Wildau. Auch hier war er zunächst nicht politisch organisiert, wurde aber verschiedentlich von seiner politischen Haltung als Kommunist wahrgenommen. So hatte er auch von seinem dortigen Arbeitskameraden Paul Gläser im Frühjahr 1942 erfahren, dass eine illegale Betriebsgruppe existiere und unter den Kollegen agiere. Die NS-Justiz wollte diese später als rein kommunistisch zusammengesetzt ansehen. Infolge eines Treffens wenig später in Niederlehme mit Wilhelm Jakob, für das Gläser den Anstoß gegeben hatte, wurde Otto Grabowski als Mitglied in die sich Kampfbund nennende Organisation aufgenommen.
Zu Otto Grabowskis Kontakten durch seine Tätigkeit in der Lokomotivenfabrik Schwarzkopff in Wildau gehörte dadurch die Widerstandsgruppe „Kampfbund gegen den Faschismus“ um Wilhelm Jakob und Erich Prenzlau in Niederlehme. Mitglieder dieser Widerstandsgruppe warben darum, sich gegen den Krieg zu engagieren, verteilten Flugschriften wie Kampfbund! Wer und was ist der Kampfbund? und sahen in der Aufrichtung einer freien Volksregierung nach dem Sturz des NS-Regimes ein Hauptziel ihres Wirkens.
Am 21. Mai 1943 wurde Otto Grabowski, der inzwischen die Leitung der genannten Widerstandsgruppe vor Ort innehatte, in Wildau verhaftet. Nach Untersuchungshaft in Berlin-Plötzensee und Anklage im Januar 1944 erfolgte am 30. März 1944 für Otto Grabowski und andere Mitstreiter die Urteilsverkündung durch den „Volksgerichtshof“ unter Vorsitz von Roland Freisler. Otto Grabowski wurde wegen „Vorbereitung zum Hochverrat“ und „Kriegsfeindbegünstigung“ zum Tod verurteilt. Am 10. Juli 1944 erfolgte wie auch für Arthur Ladwig aus Ludwigsfelde die vorgesehene Urteilsvollstreckung im Zuchthaus Brandenburg-Görden.

## Ehrungen

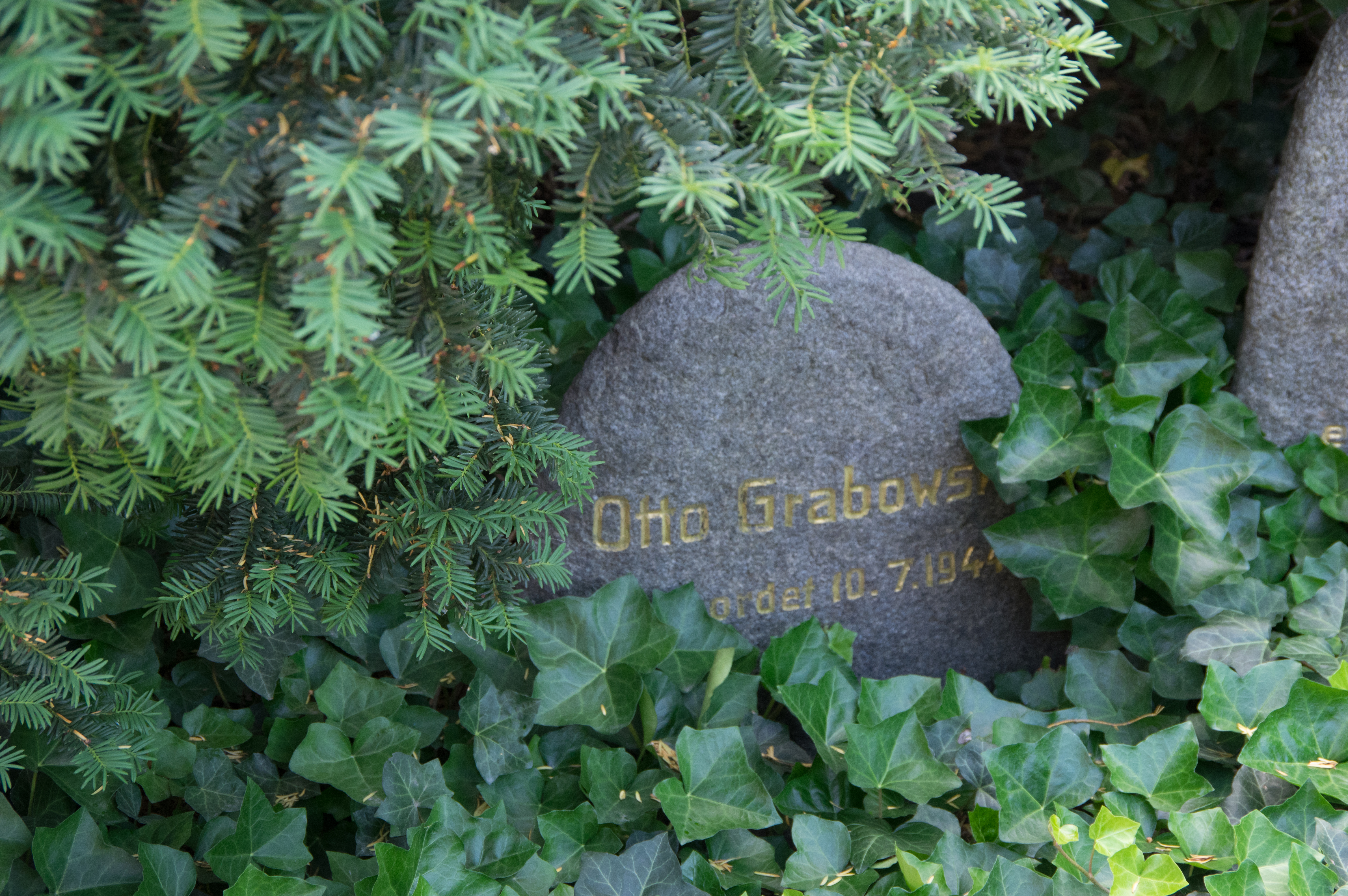
Gedenkstein für Otto Grabowski an der TFH Wildau

- In der Erich-Weinert-Straße in Königs Wusterhausen gab es bis 1991 die 4. POS Otto Grabowski[5]
- An der TH Wildau erinnern vor dem „Haus 13“ Gedenksteine an Otto Grabowski, Otto Lemm und Paul Schütze.
- In Wildau, Ortsteil Hoherlehme, gibt es eine Grabowskistraße, an seinem letzten Wohnhaus Karl-Marx-Straße 110 ist eine Gedenktafel für ihn angebracht.